# Jennie Tourel
Jennie Tourel, née le 22 juin 1900 à Vitebsk (Biélorussie dans l'Empire russe) et décédée à New York le 23 novembre 1973, est une cantatrice mezzo-soprano connue pour ses interprétations aussi bien à l'opéra qu'en récital.

## Biographie
Née à Vitebsk Jennie Davidovitch (en russe Давидо́вич), elle jouait dans sa jeunesse de la flûte et avait commencé l'étude du piano. Sa famille quitte la Russie après la révolution d’Octobre et s'installe temporairement près de Danzig avant de se fixer à Paris, Jennie continue l'étude du piano et envisage une carrière de concertiste. C'est dans cette ville qu'elle commence à prendre des leçons de chant avec Anna El-Tour (Анна Эль-Тур), professeur russe naturalisée française puis décide de se consacrer à une carrière de chanteuse. Elle choisit le pseudonyme de Tourel en intervertissant les deux syllabes du nom de son professeur.
Jennie Tourel fait ses débuts en 1931 à l'Opéra russe de Paris puis interprète à l'Opéra-Comique le rôle de Carmen (9 avril 1933), puis ceux de Mignon, Jacqueline (dans Le médecin malgré lui de Gounod), Djamileh (1938), Charlotte (dans Werther de Massenet) et Marceline (dans Les Noces de Figaro) en 1940. Elle a créé trois rôles à la Salle Favart: Labryssa dans Tout Ank Amon (5 mai 1934), Missouf dans Zadig (24 juin 1938) et Zouz dans La nuit embaumée (25 mars 1939).
En Amérique, elle a fait ses débuts au Civic Opera House de Chicago dans Lorenzaccio d'Ernest Moret en 1930. 
En 1940, avant l'occupation de Paris, elle se rend à Lisbonne puis émigre aux États-Unis. Elle trouve des engagements à l'Opéra de Montréal à la New York Opera Company et au New York City Opera. En 1942, elle chante Roméo et Juliette avec Toscanini et Koussevitzky, et Alexandre Nevski avec Stokowski. Sa carrière au Metropolitan Opera a été brève : elle y a fait ses débuts en mai 1944 dans Mignon et interprété pendant quelques saisons les rôles de Rosine, Adalgisa (de Norma) et Carmen.  Elle a été naturalisée américaine en 1946. En 1951, elle crée à Venise le rôle de Baba la Turque dans The Rake's Progress de Stravinsky. Elle a aussi créé des mélodies de Leonard Bernstein (dont les cycles de mélodies I Hate Music, 1943, et La Bonne cuisine, 1949), de Francis Poulenc et de Paul Hindemith (en particulier la version révisée de Marienleben, 1949). En 1944, elle participe à Pittsburgh à la première audition de la Symphonie Jeremiah de Leonard Bernstein. Toujours avec Léonard Bernstein à la tête de l'Orchestre philharmonique de New York, elle réalise en 1962 pour Columbia le tout premier enregistrement de la cantate Cléopâtre (1829) de Berlioz
Dans les dernières années de sa vie, la cantatrice se consacre au récital où elle excelle, en particulier dans le répertoire français. Elle a également enseigné à la Juilliard School de New York où elle a notamment donné des cours à Barbara Hendricks) et à la Aspen School of Music dans le Colorado. Son dernier rôle à l'opéra a été Doña Marta lors de la création de Black widow de Thomas Pasatieri, à l'opéra de Seattle en 1972. Elle est décédée à New York le 23 novembre 1973.